# 19531 Charton
19531 Charton è un asteroide della fascia principale. Scoperto nel 1999, presenta un'orbita caratterizzata da un semiasse maggiore pari a 2,2495679 UA e da un'eccentricità di 0,1725307, inclinata di 5,67299° rispetto all'eclittica.